# Stratiomys bruneri
Stratiomys bruneri är en tvåvingeart som först beskrevs av Johnson 1895.  Stratiomys bruneri ingår i släktet Stratiomys och familjen vapenflugor. Inga underarter finns listade i Catalogue of Life.